# 绢毛对囊蕨
绢毛对囊蕨（学名：Deparia liangshanensis var. sericea）也称绢毛蛾眉蕨，为蹄盖蕨科对囊蕨属凉山对囊蕨的一个变种。